# Thermoplasma acidophilum
Espèce
Thermoplasma acidophilum est une espèce d'archées thermophiles et acidophiles de la famille des Thermoplasmataceae. Ce sont des microorganismes anaérobies facultatifs dont la respiration cellulaire utilise le soufre et le carbone organique. Elles sont dépourvues de paroi cellulaire et possèdent une membrane plasmique simple constituée d'un lipoglycane comprenant des étherlipides tétraéther atypiques liés à un oligosaccharide contenant du glucose et du mannose. On pense que c'est ce lipoglycane qui assure la résistance de cellule contre l'acidité et la température.
Thermoplasma acidophilum a été isolée à partir d'un tas de charbon au rebut porté par auto-échauffement à une température de 59 °C à pH 2. Sa croissance est optimale autour de 56 °C et à pH 1,8. Les cellules ont une taille d'environ 1 μm.